# Alexej Čepička

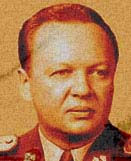
Alexej Čepička (1970)

Alexej Čepička (* 18. August 1910 in Kroměříž; † 30. September 1990 in Dobříš) war ein tschechoslowakischer Politiker. Er bekleidete von 1947 bis 1956 einige der höchsten Ämter in der Regierung und in der Partei. Er war General, Justiz- und Verteidigungsminister, Mitglied des Politbüros des Zentralkomitees der Kommunistischen Partei und Schwiegersohn des Premiers Klement Gottwald.

## Jugend
Er wurde in der Familie eines Postbeamten in der mährischen Kleinstadt Kroměříž geboren. Ab 1929 studierte er Jura in Prag. Im gleichen Jahr trat er in die Tschechoslowakische Kommunistische Partei ein, wo er sich in der Kommunistischen Studentenfraktion (Kostufra) engagierte. In der zweiten Hälfte der 1930er Jahre arbeitete er in einer Anwaltskanzlei in Ostrau. 1942 wurde er von der Gestapo festgenommen und bis zum Ende des Krieges in den Konzentrationslagern Auschwitz und Buchenwald inhaftiert.

## Karrierebeginn
Nach seiner Rückkehr nach Kroměříž im Mai 1945 war Čepička Mitglied und bald auch Vorsitzender des städtischen Nationalausschusses. 1946 zog er als kommunistischer Abgeordneter in das Prager Parlament ein. Im Dezember 1947 erhielt er den Posten des Ministers für Binnenhandel. Die Versorgungslage war schlecht: Eine Dürre im Sommer 1947, das Ende der UNRRA-Hilfslieferungen, Rohstoffknappheit in der Industrie und damit einhergehende Warenknappheit ließen den Schwarzmarkt anwachsen. Čepička konzentrierte sich auf den Textilmarkt, einen der Sektoren, in dem die Probleme besonders groß waren. Sein Plan, mit Hilfe eines Ministerialerlasses den Textilgroßhandel zu verstaatlichen, drohte jedoch zunächst am Widerstand nichtkommunistischer Minister zu scheitern. Premier Klement Gottwald setzte eine Kommission ein, die eine Einigung herbeiführen sollte. Erst nachdem Razzien gegen (tatsächliche oder vorgebliche) Schwarzhändler die öffentliche Meinung für ihn eingenommen hatten, wurde Čepičkas Vorschlag im Februar 1948 angenommen. Die Textilregale füllten sich für eine kurze Zeit. Die Aktion festigte das Prestige des Ministers als eines erfolgreichen, kompromisslosen Hardliners.

## Justizminister
Nach dem Februarumsturz 1948 wechselte Čepička für zwei Jahre in das Amt des Justizministers. Er nutzte die Zeit für eine grundlegende Umgestaltung des Justizsystems. Sein Amtsantritt begann mit personellen Konsequenzen. Dutzende von Beamten und Richtern wurden entlassen, regierungstreues Personal folgte nach. Dann kamen strukturelle Änderungen an die Reihe. Professionelle Richter wurden durch Laienrichter „aus dem Volk“ ersetzt, das Richteramt insgesamt geschwächt. Wichtigstes Organ des neuen Konzepts war nun der Prokurator oder Chefankläger. Alle Organe der Rechtspflege, in besonders gravierender Weise die Strafverteidiger, wurden zu Befehlsempfängern des Ministeriums. In letzter Konsequenz entschied eine Troika unter Leitung des Ministers in Form verbindlicher Weisungen über alle Justizangelegenheiten, bis hin zur Höhe der Strafe. Um die neue Organisationsstruktur zu legalisieren, konzipierte Čepička ein neues Strafgesetzbuch, das im Oktober 1949 verabschiedet wurde. Schon vorab trat das Gesetz 231/1948 „zum Schutz der demokratischen Volksrepublik“ in Kraft, das Sachverhalte wie Hochverrat, Spionage und Sabotage regelte und mit hohen Gefängnisstrafen oder der Todesstrafe bedrohte. Es wurde zur Grundlage für zehntausende Urteile und zum wichtigsten Instrument der stalinistischen Justiz in der Tschechoslowakei.

## Nationale Front und Kampf gegen die Kirchen
In seiner Zeit als Justizminister war Čepička außerdem Generalsekretär des „Zentralen Aktionskomitees der Nationalen Front“. Die Aktionskomitees wirkten für einige Monate nach dem Februarumsturz vor allem auf lokaler Ebene. Sie waren dafür verantwortlich, dass etwa 250.000 bis 280.000 Menschen, die nicht der Kommunistischen Partei angehörten, den Arbeits- oder Studienplatz verloren. Einer ihrer weiteren Schwerpunkte war die zentrale Aufsicht über die Kirchen. Ab Oktober 1949 ging diese Kompetenz auf das neugeschaffene „Amt für Kirchenangelegenheiten“ über, dessen Vorsitz Čepička übernahm. Auf sein Betreiben hin entstand eine Kampagne namens „katholische Aktion“, die sich dem „Kampf gegen den Vatikan“ verschrieben hatte und deren Ziel es war, die Kirchen staatlicher Kontrolle zu unterstellen. Der Vatikan selbst hatte 1949 das Dekret über die Exkommunizierung der kommunistischen Katholiken veröffentlicht. Nach einer anfänglichen Verhaftungswelle kam es 1949 zu einer individuellen Amnestie, bei der 99 kooperationswillige Priester freikamen. Während Čepičkas Amtszeit fand ein Prozess gegen Ordensangehörige und zwei weitere Kirchenprozesse statt. Ein geplanter großer Schauprozess gegen Geistliche misslang jedoch aufgrund des gewaltsamen Todes des vorgesehenen Hauptangeklagten Josef Toufar.

## Verteidigungsminister

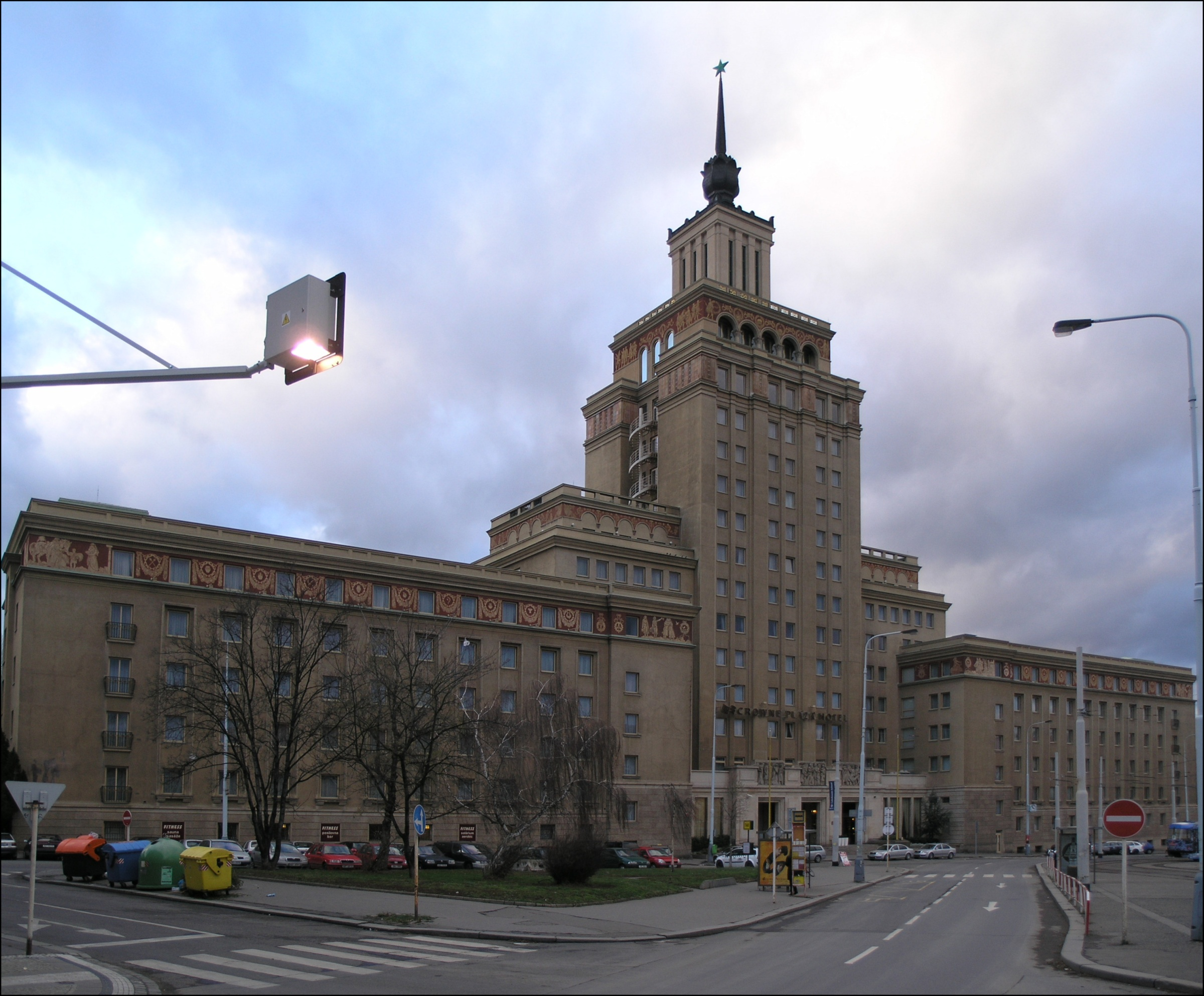
Das heutige Hotel Crowne Plaza in Prag, erbaut 1952–54 als Hotel Družba auf Befehl von Alexej Čepička

Am 25. April 1950 berief Klement Gottwald seinen Justizminister und seit 1948 auch Schwiegersohn Alexej Čepička in das Ressort der Nationalen Verteidigung. Wichtigstes Ziel seiner neuen Aufgabe war es, die tschechoslowakischen Streitkräfte nach sowjetischem Vorbild umzugestalten und so schnell wie möglich in kampfbereiten Zustand zu versetzen. Im September 1950 beschloss der „Höchste Rat der Staatsverteidigung“ (Nejvyšší rada obrany státu), den Ausbau der Armee zu beschleunigen, und legte damit die offizielle Grundlage für die künftige Arbeit des Ministeriums. Bei einer Beratung in Moskau im Januar 1951 machte Stalin persönlich den Minister mit seiner Auffassung bekannt, dass ein Krieg gegen den Westen innerhalb der nächsten drei bis vier Jahre ausbrechen werde.
Das Verteidigungsministerium agierte fortan weitgehend unter Ausschluss der Öffentlichkeit und ohne Diskussion innerhalb der Regierung. Gottwald und Čepička hatten 280 sowjetische Offiziere als Berater ins Land geholt. Bei seinen Entscheidungen konnte sich das Ministerium so auf Weisungen aus Moskau berufen. Überdies hatte sich die Regel eingebürgert, dass Angelegenheiten der Armee als Geheimsache zu behandeln seien. Da die Beratung zwischen Stalin und Čepička nach Verabschiedung des ersten Fünfjahresplans stattgefunden hatte, entstand ein nichtöffentlicher „Parallel-Plan“, der vorsah, die Produktion des neu zu schaffenden tschechoslowakischen Militärisch-Industriellen Komplexes bis zum Jahre 1955 um 1050 % zu steigern. Der Etat des Ministeriums stieg nach offiziellen Angaben von 9,56 Mrd. Kronen 1950 auf 41,84 Mrd. Kronen 1953. Inoffizielle Dokumente lassen darauf schließen, dass die tatsächlichen Ausgaben mehr als doppelt so hoch lagen. Die Armee wurde unter Čepičkas Führung zu einem „Staat im Staate“, mit einem unabhängigen Kommunikationsnetz, eigenem Wald- und Grundbesitz, einem eigenen Wohnungsbauressort und vielen Prestigeobjekten in den Bereichen Sport, Kultur, Bildung und Freizeit. Die materiellen Lebensbedingungen vor allem der Berufssoldaten verbesserten sich deutlich. Der Minister selbst nahm sich davon nicht aus und erhöhte seine Bezüge 1952 um 50 %.
Noch im Jahr 1951 zeigte sich jedoch, dass der geplante Ausbau von der tschechoslowakischen Volkswirtschaft nicht ansatzweise zu bewältigen war. Die für 1952 vorgelegten Ergebnisse waren katastrophal. Der Plan in der Rüstungsindustrie war durchschnittlich nur zu 53 % erfüllt worden. In zentralen Bereichen wie Artillerie oder Luftwaffe waren die Zahlen noch einmal deutlich niedriger. Die Bitte des Ministers um zusätzliche Rohstofflieferungen aus der Sowjetunion hatte Stalin jedoch bereits 1951 abgelehnt. Gottwald und Čepička hielten an dem Plan fest, erfüllen konnten sie ihn aber nicht.

## Abstieg
Nach dem Tod Stalins und seines Schwiegervaters und wichtigsten Verbündeten Klement Gottwald im März 1953 blieb Čepička zunächst weiter im Amt. Den allmählichen Niedergang seines „Imperiums“ leitete die neue außen- und verteidigungspolitische Ausrichtung der Sowjetunion unter Nikita Chruschtschow ein. Diese setzte zum einen vermehrt auf Kernwaffen, womit die fast abgeschlossene, konventionelle Aufrüstung der tschechoslowakischen Armee zum bedeutenden Teil überflüssig geworden war. Chruschtschows Politik der Friedlichen Koexistenz ließ zudem bald auch den tschechoslowakischen Rüstungsetat schrumpfen.
Die erste Kritik an Čepičkas Führungsstil ging ebenfalls auf sowjetische Initiative zurück. 1954 regte Chruschtschow die Rehabilitation von Čepičkas Vorgänger Ludvík Svoboda an, der 1950 seiner Ämter enthoben und kurzfristig auch verhaftet worden war. Die tschechoslowakische Führung lehnte dies zunächst ab. Die Folge war eine scharfe Rüge des sowjetischen Parteichefs. Obwohl Čepička in diesem Fall nicht der Hauptverantwortliche war, verfügte die neue Regierung Viliam Široký II während der Präsidentschaft von Antonín Zápotocký noch 1954 eine empfindliche erste Kürzung seiner Kompetenzen. Doch erst infolge des XX. Parteitages der KPdSU 1956, der die Entstalinisierung einleitete, wurde Čepička geopfert und verlor endgültig seinen Ministerposten. Bis 1958 blieb er Mitglied des Zentralkomitees der KSČ und arbeitete als Leiter des Amtes für Erfindungen und Normalisierung. Seit 1959 bezog er, nach einem Infarkt arbeitsunfähig geworden, Invalidenrente.
Als 1963 eine der vier Kommissionen für Aufarbeitung der politischen Prozesse in den 1950er Jahren ihren Abschlussbericht vorlegte, wurde Alexej Čepička als einer der Hauptschuldigen benannt und aus der kommunistischen Partei ausgeschlossen.